# Lisa Hoppe

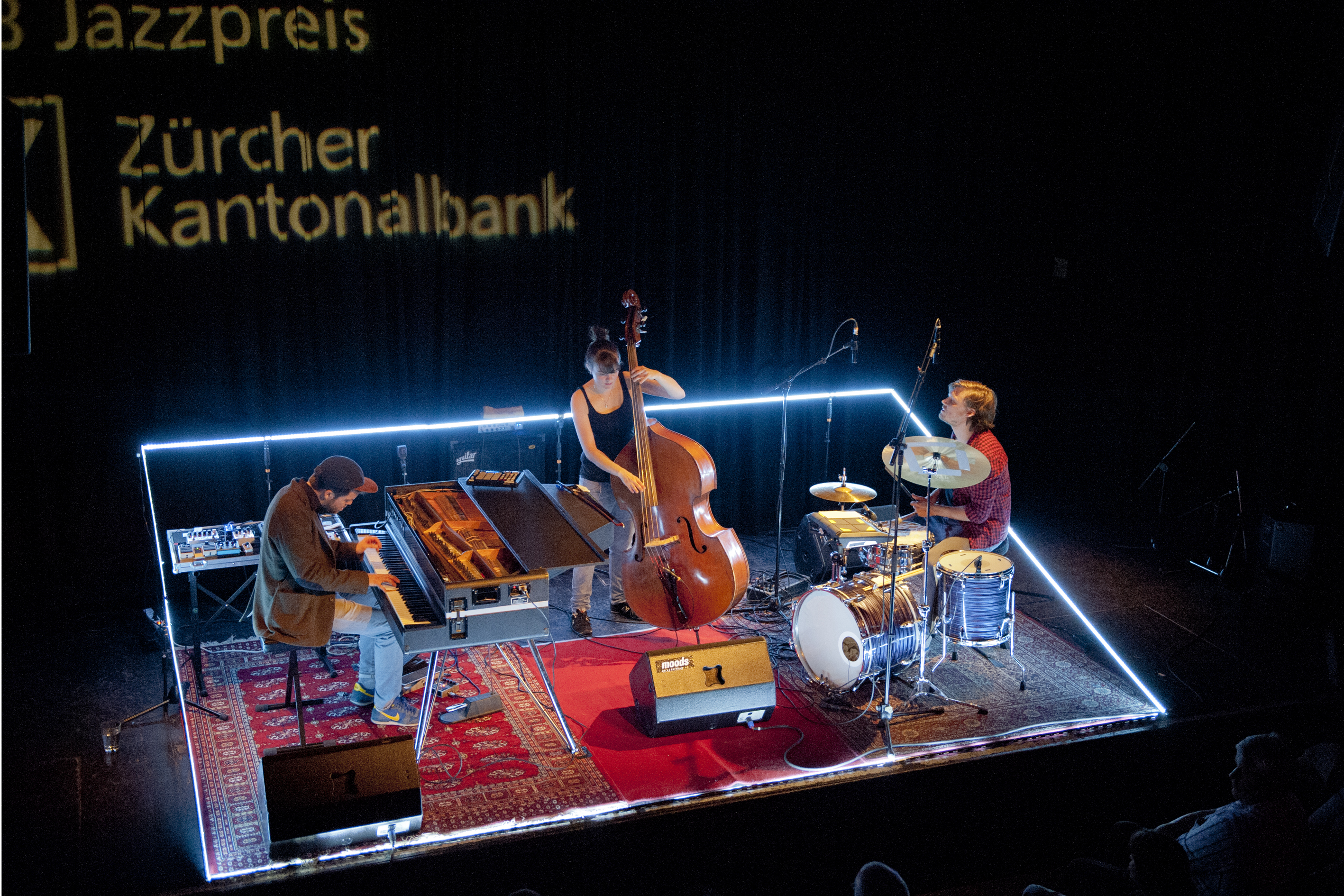
Lisa Hoppe (Mitte mit Philipp Schlotter, links, und Fred Bürki, rechts, mit Me&Mobi; ZKB Jazzpreis 2015)

Elisabeth „Lisa“ Hoppe (* 1988 in Rotenburg (Wümme)) ist eine deutsche Jazzmusikerin (Kontrabass, auch E-Bass, Komposition).

## Leben und Wirken
Hoppe besuchte in ihrer Geburtsstadt das Ratsgymnasium, wo sie dem Orchester und der Bigband angehörte. Außerdem spielte sie in der Band Gemeinschaftspraxis. An der Hochschule für Künste Bremen begann sie, Jazz-Kontrabass zu studieren. Ab 2012 studierte sie in Bern, wo sie den Bachelor- (2013) und den Masterstudiengang 2015 absolvierte. Weiterhin arbeitete sie in Bern, erkundete dann seit 2017 die Szene von New York City. Heute lebt sie in Berlin.
Hoppe gehörte seit 2014 mit Luzius und Laura Schuler zu dem kammermusikalischen Trio Esche, mit dem sie drei Tonträger veröffentlichte. 2018 gründete sie ihre eigene Band Third Reality mit dem Saxophonisten David Leon und dem Gitarristen Tal Yahalom. Deren Debütalbum The Mighty Unlikely, das bei JazzHausMusik erschien, hat positive Kritiken erhalten. Es folgten die EPs The Lightness of Change (2020) und Dinner with Abstract Poetry (2022). In anderer Besetzung veröffentlichte sie die EPs Will This Computer Ever Sing to Me Like My Mother? und 4 Songs About Healing. Sie trat bei Xjazz, dem Aarhus Jazz Festival, Cully Jazz Festival und Schaffhauser Jazzfestival auf.
Hoppe arbeitete auch mit Musikern wie Rich Perry, Tyshawn Sorey, Ben Monder, Rudresh Mahanthappa, Dmitri Tymoczko, Jessica Pavone, Samantha Boshnack, Devin Gray, Louna Dekker Vargas, Nick Dunston, Philipp Gropper, Bernhard Bamert, Daniel Weber, Emanuele Maniscalco, Philipp Schlotter, Fred Bürki und Marena Whitcher. Sie ist zudem auf Alben von Das Seltene Orchester, Janetts Jazzmusik-Baukasten, Marc Jufer Trio, Niculin Janett Quartet, Of Dwarfs and Other Creatures, Webers Hebel und Zéphyr Combo zu hören.
Mit dem Trio Me&Mobi war Hoppe 2015 Finalistin beim ZKB Jazzpreis. Ihr ungewöhnlich besetztes Quintett Ysop (mit Sängerin Gaya Feldheim Schorr, Geigerin Laura Schuler, Posaunistin Julia Rüffert und Pianistin Danielle Friedman) wurde 2022 mit dem BeJazz TransNational Förderpreis ausgezeichnet.